# Județ de Bistrița-Năsăud
Bistrița-Năsăud (Beszterce-Naszód en hongrois) est un județ dans la région historique de Transylvanie.
Son chef-lieu est Bistrița.

## Géographie

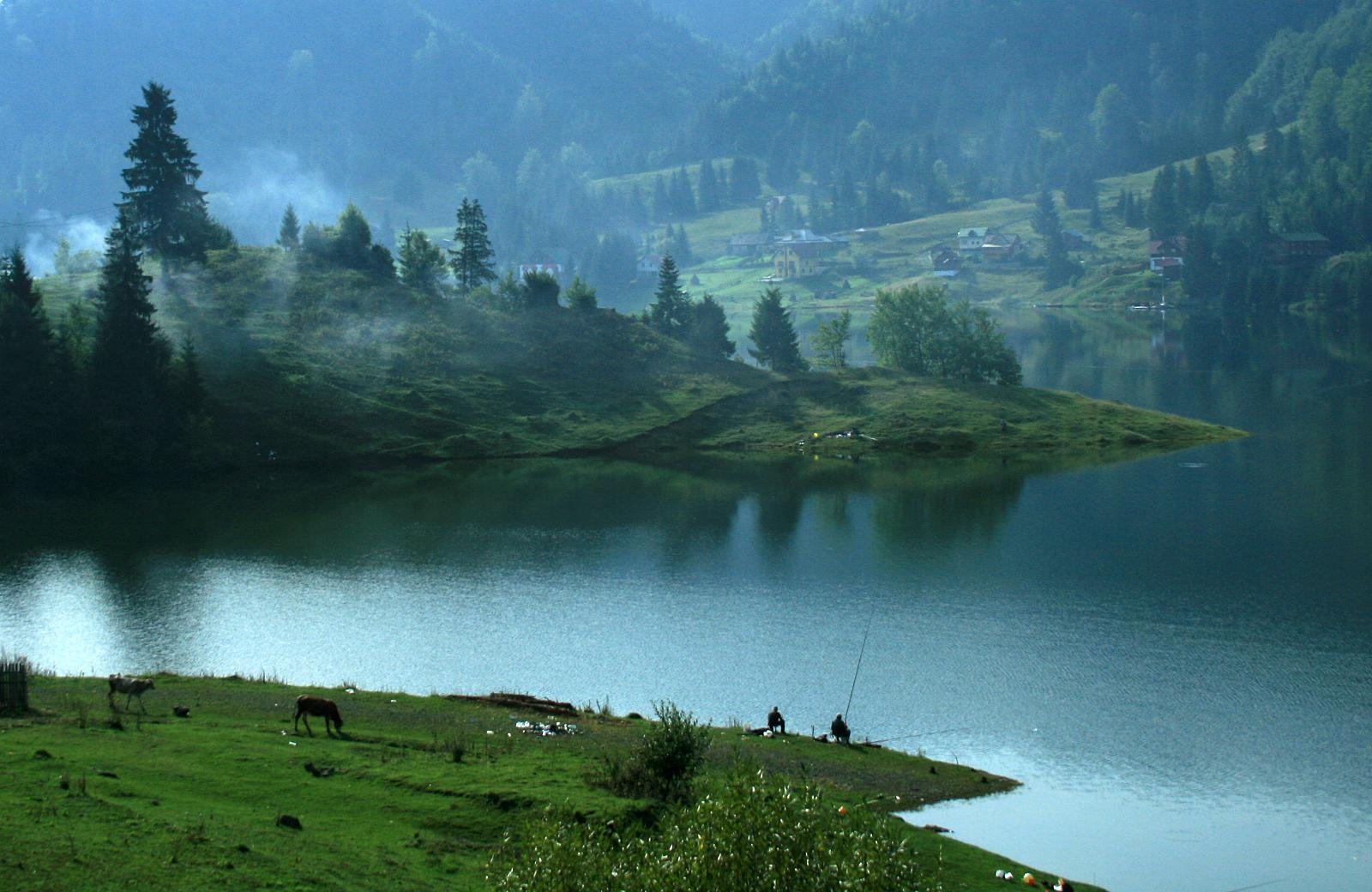
Le lac de Cobilița dans le județ de Bistrița-Năsăud

## Liste des municipalités, villes et communes

### Municipalité
(population en 2007)
- Bistrița (83 039)

### Villes
(population en 2007)
- Beclean (11 369)
- Năsăud (10 938)
- Sângeorz-Băi (10 793)

### Communes
- Bistrița Bârgăului
- Braniștea
- Budacu de Jos
- Budești
- Căianu Mic
- Cetate
- Chiochiș
- Chiuza
- Ciceu-Giurgești
- Ciceu-Mihăiești
- Coșbuc
- Dumitra
- Dumitrița
- Feldru
- Galații Bistriței
- Ilva Mare
- Ilva Mică
- Josenii Bârgăului
- Leșu
- Lechința
- Livezile
- Lunca Ilvei
- Maieru
- Matei
- Măgura Ilvei
- Mărișelu
- Miceștii de Câmpie
- Milaș
- Monor
- Negrilești
- Nimigea
- Nușeni
- Parva
- Petru Rareș
- Poiana Ilvei
- Prundu Bârgăului
- Rebra
- Rebrișoara
- Rodna
- Romuli
- Runcu Salvei
- Salva
- Sânmihaiu de Câmpie
- Șieu
- Șieu-Măgheruș
- Șieu-Odorhei
- Șieuț
- Șintereag
- Silivașu de Câmpie
- Spermezeu
- Șanț
- Târlișua
- Teaca
- Telciu
- Tiha Bârgăului
- Uriu
- Urmeniș
- Zagra

## Politique
| Parti | Parti                           | Sièges |
| ----- | ------------------------------- | ------ |
|       | Alliance pour Bistrița-Năsăud   | 14     |
|       | Parti national libéral (PNL)    | 12     |
|       | Parti Mouvement populaire (PMP) | 4      |

## Démographie
| 1850    | 1880    | 1890    | 1900    | 1910    | 1920    | 1930    | 1941    | 1956    |
| ------- | ------- | ------- | ------- | ------- | ------- | ------- | ------- | ------- |
| 136 205 | 158 493 | 176 972 | 199 173 | 212 614 | 201 218 | 223 527 | 240 648 | 255 789 |

| 1966    | 1977    | 1992    | 2002    | 2007    | - | - | - | - |
| ------- | ------- | ------- | ------- | ------- | - | - | - | - |
| 269 954 | 286 628 | 326 820 | 311 657 | 316 689 | - | - | - | - |

## Tourisme
- Liste des châteaux du județ de Bistrița-Năsăud